# Pasar Terandam
Pasar Terandam is een bestuurslaag in het regentschap Tapanuli Tengah van de provincie Noord-Sumatra, Indonesië. Pasar Terandam telt 2327 inwoners (volkstelling 2010).